# Mirbat
Koordinaten: 16° 59′ N, 54° 42′ O
Mirbat (arabisch مرباط, DMG Mirbāṭ) ist eine Küstenstadt und ein Verwaltungsbezirk (Wilaya) im Gouvernement Dhofar im Südwesten des Sultanats Oman.

## Geschichte

### Frühislamische Zeit bis Neuzeit
Seit dem 10. Jahrhundert war Mirbat ein wichtiges Handelszentrum und gewann im gleichen Maße an Bedeutung wie Sohar im Norden Omans an Bedeutung verlor. Sein Haupthandelsprodukt war Weihrauch. Lange stand es im Schatten des ca. 50 km südlich gelegenen al-Balid, dessen Bedeutung jedoch mit dem Abzug der portugiesischen Besatzer schwand. Mirbat konnte sich als letztes und einziges Handelszentrum im Dhofar behaupten. Da zwischen 1600 und 1800 der Seeweg durch den Golf von Aden und das Rote Meer durch Piraten unsicher gemacht wurde, starteten auch viele Karawanen von Mirbat, um das kostbare Weihrauchharz durch die große Sanddünen-Wüste nach Saudi-Arabien zu transportieren.

### Neuere Geschichte: Die Schlacht von Mirbat

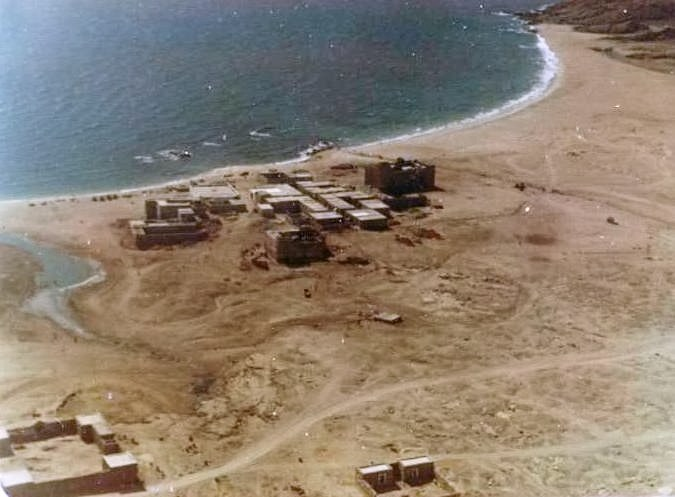
Überflug über das BATT-Haus, Mirbat (1972).

In der jüngeren Geschichte markiert die Schlacht von Mirbat den Wendepunkt im Dhofar-Aufstand. Am frühen Morgen des 19. Juli 1972 griff um 5 Uhr eine etwa 250 Mann starke Rebellenarmee den nur mit 9 Mann besetzten Stützpunkt an. Nach heftigem Abwehrfeuer griff die Luftwaffe in Form von drei BAC 167 Strikemaster ein. Zusätzlich wurde mit Helikoptern Verstärkung eingeflogen. Dadurch konnten die Rebellen vertrieben werden. Bei der Abwehrschlacht wurden 2 Britische SAS-Soldaten und 1 Regierungssoldat und 38 Rebellen getötet. Von dieser Niederlage erholte sich die Rebellenarmee nicht mehr und 1975 wurde der Dhofar-Krieg für beendet erklärt. Angeblich soll dieses Gefecht die weltweit letzte Schlacht gewesen sein, in der ein Ort von einem Fort aus verteidigt wurde.

## Geographie/Lage/Verkehrsverbindungen
Der Ort Mirbat befindet sich ca. 75 km östlich von Salala am Ende der gut ausgebauten Hauptstraße Nr. 49.
Das Wilaya Mirbat befindet sich im östlichen Teil des Gouvernement Dhofar. Es grenzt im Osten an das Wilaya Sadah, im Westen an das Wilaya Taqa, im Norden an das Bergmassiv des Jabal Samhan und im Süden an das Arabische Meer. Zum Wilaya von Mirbat zählt das Niyaba von Tawi Attair (engl. Tawi Ateer), dass mit seinen 116 Dörfern zu den größten im gesamten Gouvernement Dhofar zählt.

## Sehenswürdigkeiten

Mirbat: Mausoleum von Scheich Muhammad bin Ali al-Alawi

- Vor dem Ortseingang befindet sich eine Abzweigung zum Mausoleum von Scheich Muhammad bin Ali al-Alawi, der aus dem südjemenitischen Hadramaut einwanderte und hier 1161 verstarb. Das Grabmal hat zwei spitze Kuppeln und erstrahlt im reinen Weiß. Das Heiligtum darf nur von Muslimen betreten werden. An das Gebäude grenzt ein großer Friedhof. Die Grabsteine sind oftmals nur schlichte, verwitterte Felsstücke. Sie sind typisch für die hier vorherrschende sunnitische Richtung des Islam.[2]

Mirbat: Ortsausgang

- Mirbat bedeutet übersetzt „Pferdemarkt“.[3] Am Ortseingang ist eine Pferdeskulptur errichtet worden, die auf diese Bedeutung hinweist.
- In Mirbat steht ein 1806 erbautes kleines Fort, dass viele Gemeinsamkeiten mit dem nahegelegenen Fort in Taqah aufweist. Das Fort diente dem Wali als befestigter Wohn- und Arbeitsort.

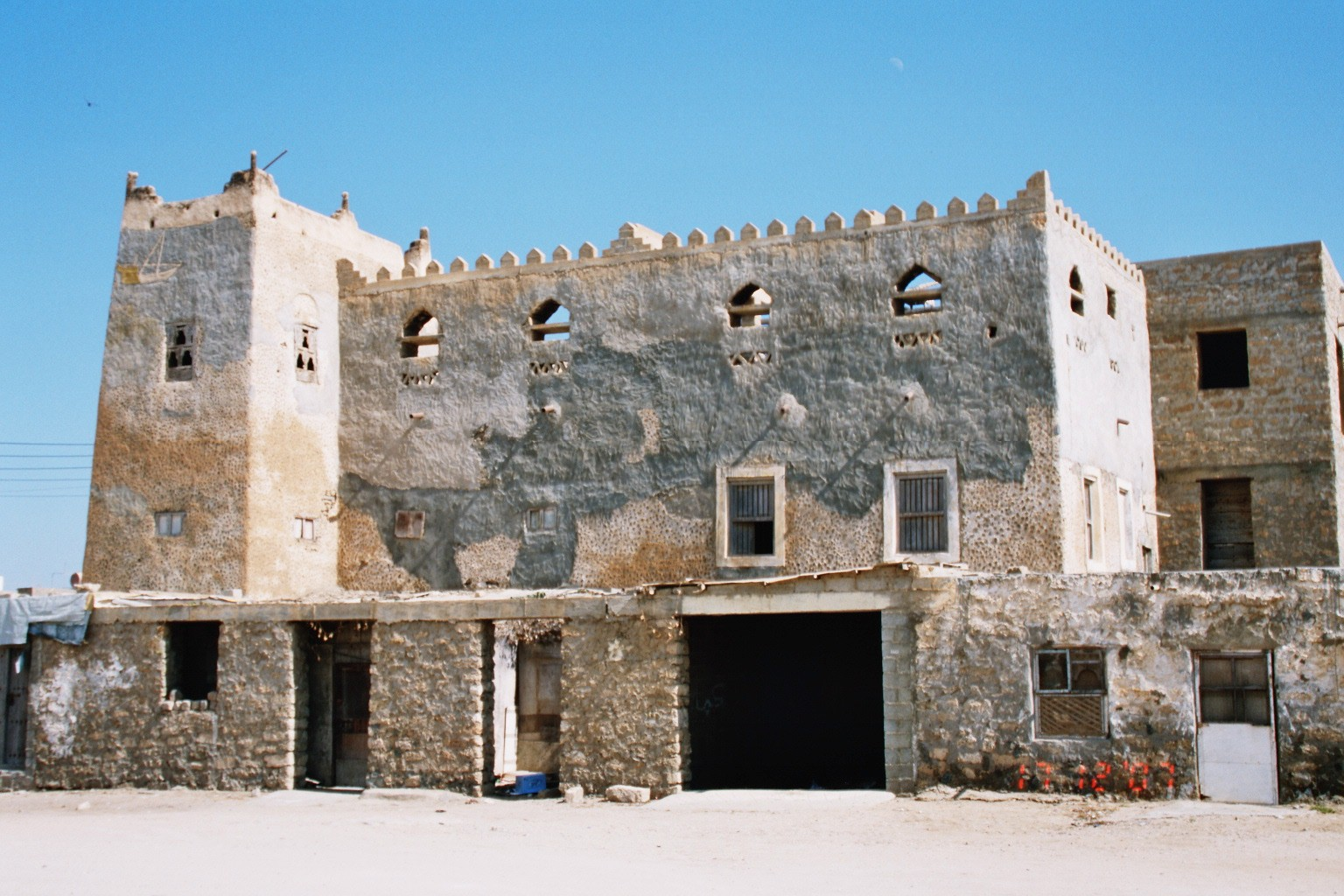
Mirbat: Lehmziegelhaus

- Sehenswert sind einige traditionelle Handelshäuser in der Stadtmitte, die eine süd-jemenitisch beeinflusste Architektur aufweisen. Alle Häuser sind nahezu rechteckig aufgebaut und zweistöckig um einen Innenhof gegliedert, der als Licht- und Luftschacht dient. Die Dachterrassen sind mit treppenförmigen Pyramiden-Zinnen eingefasst. Einige Häuser sind mit einem Wehrturm ausgestattet. Typisch für den südjemenitischen Baustil ist der Verputz. In den feuchten Putz wurden zur Zierde Vertiefungen gedrückt. Außerdem zeigen manche Fassaden Skizzen aus dem See- bzw. Handelsleben der damaligen Zeit.[4] All diese Häuser sind offensichtlich unbewohnt und verfallen langsam.
- Von Mirbat aus kann man einen Ausflug zum Jebel Samhan unternehmen, der mit seinen 1.800 m der höchste Berg im Dhofar ist. Man kann mit dem Auto direkt auf das Gipfelplateau fahren. Dort hat man eine gute Aussicht auf Mirbat und das Meer. Von dort lassen sich auch weitere Abstecher zum Wadi Darbat und zur Doline von Tawi Attair unternehmen.[5]

## Demographie
Die Bevölkerung im Verwaltungsbezirk Mirbat wuchs lt. offiziellen Angaben in den Jahren von 2003 bis 2008 jährlich um durchschnittlich 3,4 %, wobei der CAGR des Inländeranteils um 2,2 % und der CAGR des Ausländeranteils weitaus stärker um 10,1 % anstieg. Die Zahlen im Einzelnen:
| Wilaya Mirbat     | 2010   | 2009   | 2008   | 2007   | 2006   | 2005   | 2004   | 2003   |
| ----------------- | ------ | ------ | ------ | ------ | ------ | ------ | ------ | ------ |
| Gesamtbevölkerung | 13.919 | 19.043 | 17.706 | 17.083 | 16.306 | 15.889 | 15.361 | 14.987 |
| davon Inländer    | 11.491 | 14.795 | 14.409 | 14.066 | 13.760 | 13.441 | 13.129 | 12.947 |
| davon Ausländer   | 2.428  | 4.248  | 3.297  | 3.017  | 2.546  | 2.448  | 2.232  | 2.040  |
| Ausländerquote    | 17,4 % | 22,3 % | 18,6 % | 17,7 % | 15,6 % | 15,4 % | 14,5 % | 13,6 % |

## Wirtschaft

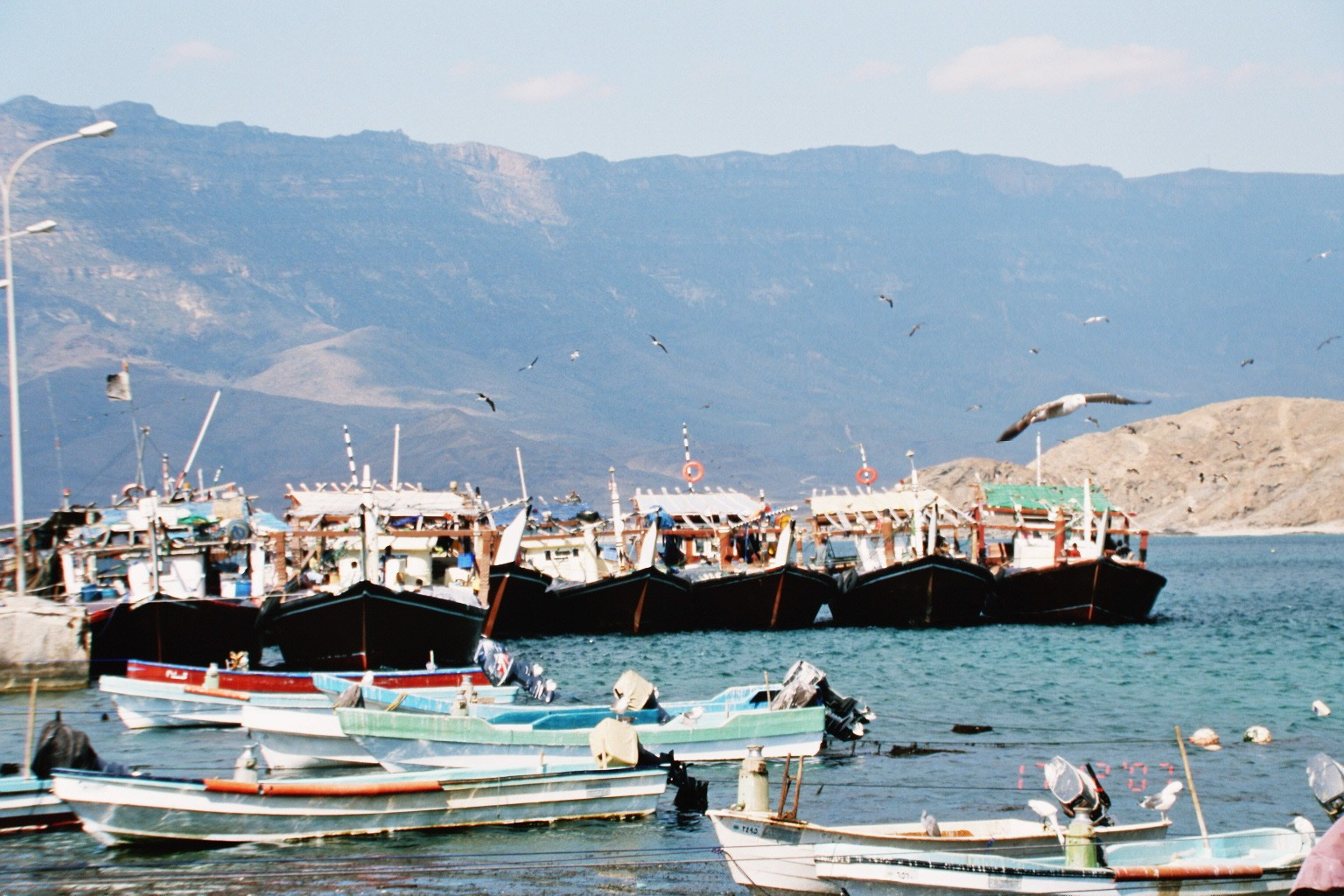
Mirbat: Hafenansicht

Haupteinkommensquelle der Dorfbewohner ist der Fischfang. Vor der Küste befinden sich reiche Fanggründe für die indische Ölsardine (Sardinella longiceps). Die sonnengetrockneten Fische dienen als proteinreiches Viehfutter.
Allerdings führte die Überfischung der Seeohren in der Vergangenheit zu einem drastischen Rückgang dieser Molluskenart. Daher wurde von der Regierung eine Machbarkeitsstudie durchgeführt, um die Möglichkeit einer Seeohren-Zucht zu untersuchen, damit sich die natürlichen Vorkommen wieder erholen können.
Da das Meer vor Mirbat vor Fischen nur so wimmelt, sind die Korallenbänke zu einem beliebten Urlaubsziel für Taucher geworden. Die Regierung ist bestrebt, den Tourismus in diesem Gebiet vorsichtig auszubauen, was allerdings angesichts der peripheren Lage nicht ganz einfach werden dürfte.